# Thomas Schanz
Thomas Schanz (* 18. Februar 1980 in Trier) ist ein deutscher Koch und Hotelier.

## Werdegang
Nach der Ausbildung ab 1999 im Hotel Traube Tonbach in Baiersbronn wechselte Schanz 2003 zum Alten Kelterhaus in Wintrich und in das Drei-Sterne-Restaurant Gästehaus Erfort von Klaus Erfort in Saarbrücken.
Von 2005 bis 2011 war er Souschef im Waldhotel Sonnora bei   Helmut Thieltges in Dreis.
Seit August 2011 ist er Inhaber und Chefkoch des  schanz.restaurant.hotel in Piesport. Das Restaurant schanz wurde 2012 mit einem und 2015 mit zwei Michelinsternen ausgezeichnet.
Im Herbst 2020 wurde Thomas Schanz von Gault-Millau zum Koch des Jahres 2021 in Deutschland gekürt. Im März 2022 wurde sein Restaurant mit drei Michelinsternen ausgezeichnet.

## Auszeichnungen
- 2012: ein Michelinstern für das schanz. restaurant. in Piesport
- 2015: zwei Michelinsterne für das schanz. restaurant. in Piesport
- 2016: Koch des Jahres 2017 im großen Hotel und Restaurant Guide von Bertelsmann
- 2016: Aufsteiger des Jahres im Gault-Millau[5]
- 2020: Koch des Jahres 2021 in Gault-Millau[3]
- 2022: drei Michelinsterne für das schanz. restaurant. in Piesport[4]